# Katsuko Kanesaka
Katsuko Kanesaka (japonès: 金坂克子)  (prefectura de Chiba, 1 de març de 1954) és una ex-jugadora de voleibol japonesa que va competir durant la dècada de 1970.
El 1976 va prendre part en els Jocs Olímpics de Mont-real, on va guanyar la medalla d'or en la competició de voleibol. En el seu palmarès també destaca una medalla d'or al Campionat del Món de voleibol de 1974 i a la Copa del Món de voleibol de 1977. A nivell de clubs jugà a l'Hitachi Musashi.